# Centromerus piccolo
Centromerus piccolo är en spindelart som beskrevs av Weiss 1996. Centromerus piccolo ingår i släktet Centromerus och familjen täckvävarspindlar.
Artens utbredningsområde är Tyskland. Inga underarter finns listade i Catalogue of Life.